# رضا خان (مقاطعة دلفان)
رضا خان (بالفارسية: رضاخان) هي مستوطنة تقع في قسم كاكاوند الشرقي الريفي (مقاطعة دلفان) في إيران. يقدر عدد سكانها بـ 40 نسمة .